# Khalifa Mubarak
Khalifa Mubarak (en árabe: خليفة مبارك‎; Dubái, Emiratos Árabes Unidos, 30 de octubre de 1993) es un futbolista de los Emiratos Árabes Unidos que juega en la posición de defensa. Desde el 2022 juega con el Khor Fakkan Club de la UAE Pro League.

## Carrera

### Club
| Periodo   | Club                           | Apariciones | Goles |
| --------- | ------------------------------ | ----------- | ----- |
| 2012–2020 | Al-Nasr SC                     | 93          | 3     |
| 2020      | → Shabab Al-Ahli Club (cedido) | 0           | 0     |
| 2020–2022 | Shabab Al-Ahli Club            | 0           | 0     |
| 2021–2022 | → Khor Fakkan Club (cedido)    | 12          | 0     |
| 2022–     | Khor Fakkan Club               | 1           | 0     |

### Selección nacional
Debutó con Emiratos Árabes Unidos el 17 de noviembre de 2017 en una derrota por 0-1 ante Haití en un partido amistoso. 